# 夏洛茨維爾 (印第安納州)
夏洛茨維爾（英語：Charlottesville）是位於美國印第安納州漢考克縣與印地安納州的一個非建制地區。